# Hyperolius thoracotuberculatus
Espèce
Statut de conservation UICN

 DD  : Données insuffisantes
Hyperolius thoracotuberculatus est une espèce d'amphibiens de la famille des Hyperoliidae.

## Répartition
Cette espèce a été découverte en Afrique, mais le lieu décrit par Ernst Ahl "Afrika (ohne genauen Fundort)"  reste introuvable,.

## Publication originale
- Ahl, 1931 : Amphibia, Anura III, Polypedatidae. Das Tierreich, vol. 55, p. 477.